# Pays de la Généralité
 (octobre 2016).
Si vous disposez d'ouvrages ou d'articles de référence ou si vous connaissez des sites web de qualité traitant du thème abordé ici, merci de compléter l'article en donnant les références utiles à sa vérifiabilité et en les liant à la section « Notes et références ».
- Pays de la Généralité.

La République des Provinces-Unies.
Pays de la Généralité.

Les pays de la Généralité (néerlandais : Generaliteitslanden) sont des territoires des Provinces-Unies, actuels Pays-Bas, gouvernés directement par les États généraux. Environ 20 % du territoire de la République dépendait directement de la « Généralité ».  Contrairement aux sept provinces autonomes (Hollande, Zélande, Utrecht, Gueldre, Overijssel, Frise et Groningue), ces pays n'avaient pas d’États provinciaux et n'étaient donc pas représentés auprès du gouvernement central. La population des pays de la Généralité était majoritairement catholique, conquis par les Provinces-Unies vers la fin de la guerre de Quatre-Vingts Ans comme territoires occupés. Ces pays ont été traités comme des colonies avec des impôts élevés et un manque de statut politique pour les habitants qui étaient considérés comme des étrangers,. Les églises catholiques sont confisquées et les prêtres bannis par les autorités en accord avec la principe de «non-ingérence» inclus dans les traités de Westphalie qui permet aussi l'abolition de la juridiction ecclésiastique. 
Après la guerre de Quatre-Vingts Ans, ces territoires étaient restés sous contrôle de la République, et la situation fut consolidée par les traités de Westphalie en 1648. Il s'agissait de territoires qui n'avaient jamais eu d’États provinciaux ou bien de territoires séparés de leurs États, c’est-à-dire séparés de leurs provinces, dont le centre restait sous la domination espagnole :
- Westerwolde et Wedde : la partie méridionale de la seigneurie de Groningue était de la Généralité entre 1594 et 1619, puis fut incorporée dans la province de Groningue.

Les autres pays étaient indiqués par le préfixe Staats-, ce qui signifiait des États (généraux). Leur "généralité" a duré jusqu'en 1795 :
- Staats-Brabant (« Brabant des États ») : la partie septentrionale du duché de Brabant, actuellement la province de Brabant-Septentrional ;
- Staats-Vlaanderen (« Flandres des États ») : la partie septentrionale du comté de Flandre, actuellement la Flandre zélandaise dans la province de Zélande ;
- Staats-Oppergelre (« Gueldre des États ») : par le traité d'Utrecht (1713) une partie de la Gueldre espagnole autour de Venlo fut cédée aux Provinces-Unies, une partie fut cédée à la Prusse, et quelques communes autour de Ruremonde restaient un comté des Pays-Bas autrichiens ;
- Staats-Limburg (« Limbourg des États ») ou Staats-Overmaas (« Outremeuse des États ») : différents petits territoires du Limbourg entre Maastricht, Liège et Aix-la-Chapelle.

Il y a eu d'autres territoires liés à la république qui n'étaient pas considérés comme pays de la Généralité :
- La ville de Maastricht, qui avait connu la double seigneurie du duc de Brabant et du prince-évêque de Liège, devenait un condominium des Provinces-Unies et de la principauté de Liège.

Article détaillé : Double seigneurie de Maastricht
- La province de Drenthe et un certain nombre d'autres petites seigneuries qui avaient gardé une certaine part d'indépendance, mais qui n'étaient pas une province constituante de l'Union.
- Les territoires hors de l'Europe, bien que conquis pour ou nommés d'après les États généraux, par exemple Staten Island (New York) ou l'île des États (Argentine).

L'occupation française et la création de la République batave en 1795 a provoqué la disparition aussi bien des États autonomes, des pays de la Généralité que des autres pays liés à l'ancienne République. Les territoires de Staats-Oppergelre, de Staats-Limburg, de Maastricht et d'autres, furent divisés entre les départements de la Meuse-Inférieure, de la Roer et de l'Ourthe. Ils forment actuellement la province néerlandaise de Limbourg ; quelques villages (dont Rode-le-Duc) se retrouvent en Allemagne et dans les provinces belges de Limbourg et Liège (Pays de Herve, vallée de l'Amblève).